# Logeren
Logeren is het overnachten van een gast. Zo'n gast wordt logé (vrouwelijk logee, dus zonder accent) genoemd. 
Logeren kan commercieel zijn (in een hotel of jeugdherberg) of particulier, bij vrienden of familieleden.
Om logés te kunnen ontvangen hebben veel mensen een logeerkamer met een logeerbed ingericht. Wie niet in het bezit van zo'n kamer is, kan altijd een geïmproviseerd bed maken, dat wel kermisbed wordt genoemd. Gasten wordt ook wel het eigen bed aangeboden, terwijl de gastheer en gastvrouw in een ongemakkelijker bed slapen.
Men logeert meestal omdat men tijdelijk ver van huis is. Kinderen worden vaak bij familieleden of vrienden uit logeren gestuurd omdat de eigen ouders er niet zijn, of omdat de kinderen de vakantie graag elders doorbrengen. Men bedenke daarbij dat de kinderen vaak langer vakantie hebben dan de ouders.
Kinderen logeren ook weleens bij een vriendje of vriendinnetje in de eigen woonplaats. Een populair fenomeen is het slaapfeestje, waarbij een verjaardagsfeest gecombineerd wordt met een overnachting in het huis van de jarige. 